# قنطيون إفريقي موندياني
قنطيون أفريقي موندياني (الاسم العلمي:Afrocanthium mundianum) هو نوع من النباتات يتبع جنس القنطيون الأفريقي من الفصيلة الفوية.